# Pirkkala
Pirkkala (CIdioma sueco|sueco]]: Birkala) es un municipio de Finlandia, ubicado en la región de Pirkanmaa. Tiene una población de 16.616 habitantes (31 de marzo de 2010) y cubre un área de 104.04 km², de los cuales 22.67 son agua. La densidad de población es de 204.2 habitantes por kilómetro cuadrado.
En la localidad sólo se habla finlandés.
El aeropuerto de Tampere-Pirkkala está situado al suroeste de Pirkkala y actualmente es el tercer aeropuerto más importante de Finlandia.

## Celebridades
- Riikka Purra nació aquí.